# Danh sách nhân vật trong Elfen Lied
Dưới đây là danh sách các nhân vật trong Elfen Lied.

## Nhân vật chính

### Con người

#### Kōta
Kōta (コウタ)
Là một cậu học sinh 18 tuổi và là một trong các nhân vật chính. Kohta bước vào câu truyện khi gia đình của Yuka cho cậu ta mượn căn nhà trọ đã đóng miễn là Kohta phải giữ gìn nó trong suốt thời gian đại học. Kohta có một chấn thương trí nhớ về cái chết của bố và em gái mình, sau này đã được biết là do bàn tay của Lucy. Kohta rất rộng lượng và che chở cho các cô gái quanh mình. Kohta dễ tha thứ hơn trong hoạt hình, nhưng trong truyện tranh khi Kohta lấy lại ký ức của mình, thật sự cậu ta không thể tha thứ Lucy về cái chết của cha và em gái mình.

#### Yuka
Yuka (ユカ)
Cô gái cùng học đại học với Kohta. Yuka tỏ ra là một người đảm đang và yêu Kohta từ lúc nhỏ, vậy nên cô có phần ganh ghét sự ân cần kì lạ của Kohta với Nyu. Tuy vậy Yuka là người tốt.
Lồng tiếng: Noto Mamiko (Tiếng Nhật)

#### Mayu
Mayu (マユ)
Lồng tiếng bởi: Hagiwara Emiko
Mayu là một cô gái vị thành niên 14 tuổi. Người xem lần đầu gặp Mayu khi cô ta đến nhà trọ của Kohta, Yuka và Nyuu để trả lại cây dù mà cô ta tìm thấy trên bãi biển. Mayu là một cô gái vô gia cư sống nhờ vào những mẫu bánh mì vụn từ tiệm bánh. Mayu trở thành vô gia cư sau khi trốn khỏi gia đình do bị người cha kế quấy rối tình dục bắt cởi đồ cho xem (trong hoạt hình thì bóng gió cho thấy là Mayu cũng bị cưỡng hiếp nữa) và người mẹ ruột thì không chịu bảo vệ cô, tuyên bố rằng cô thích người cha ghẻ hơn chính con gái mình. Người bạn duy nhất của Mayu cho đến khi gặp Nana là con chó con gọi là Wanta. Kohta và Yuta nhận Mayu trong cả truyện và hoạt hình, chính thức chăm sóc và cho Mayu đi học.

#### Nozomi
Nozomi (ノゾミ)

#### Kurama
Kurama (蔵間)
Lồng tiếng: Hosoi Osamu (tiếng Nhật)
Với 30 năm làm việc và là người lãnh đạo chương trình nghiên cứu những đứa trẻ diclonius. Anh ta cũng là người cha tinh thần của Nana và là cha ruột của Mariko. Vợ của Kurama, Hiromi Kurama mất thời gian ngắn sau khi sinh Mariko bằng giải phẫu. Mặc dầu Kurama trười đây đã từng giết tất cả các ca đẻ ra diclonius nhưng khi giết chính con mình thì anh ta bị dao động. Lucy mang một mối thù sâu sắc với Kurama, tuy nhiên cô không giết Kurama mà giết bất cứ ai yêu thương Kurama. Điều này lộ ra ở những tập sau là tổng giám đốc của chương trình nghiên cứu về diclonius tha cho mạng sống của con gái Kurama để tăng thêm món nợ ân tình với Kurama. Kurama chết trong kết thúc của hoạt hình sau sự phát nổ bên trong Mariko (Kurama bế Mariko trong tay trong khi bỏ đi). Chú ý rằng ngay trước vụ nổ những hình ảnh hiện lên trong đầu Kurama, tưởng tượng rằng vợ anh ta vẫn còn sống và Mariko là một cô bé bình thường.
Trong truyện thì Kurama không chết; Mariko (lo lắng cho sự an toàn của cha) đối đầu với Lucy và khi quả bom trong cơ thể phát nổ Mariko bám chặt vào Lucy để cùng chết. Kết quả là cái sừng của Lucy bị phá hủy và biến lại thành Nyu còn Mariko thì chết. Kurama, chán nản với khả năng đáng khinh bỉ của mình với cương vị là người cha, đã cố gắng tự tử nhưng được Bando cứu sống. Kurama sau đó chuyển về sống trong một căn nhà nhỏ ngay tại bãi biển và trở nên điên khùng. Anh ta cứ bám chặt một cái xác mà nghĩ là con gái anh ta, Mariko và không cho ai đến gần. Sau đó Nana tìm thấy Kurama nhưng anh ta tránh mặt và vẫn bám chặt cái xác giả. Một nhân bản vô tính khác của Mariko xuất hiện và Kurama cố gắng ôm lấy. Tuy nhiên cái nhân bản này tấn công Kurama và Nana. Khi Nana sắp bị giết thì Kurama bất ngờ bắn cái nhân bản vào đầu và lấy lại sự tỉnh táo. Kurama sống sót hết những phần còn lại.

#### Bandō
Bandō (坂東)
Lồng tiếng: Nakata Joji (tiếng Nhật)
Có 30 năm hoạt động trong đội cảnh sát quốc gia SAT (Special Assault Team). Mặc dầu là một con người nhưng cũng như những diclonius xấu xa nhất, Bando rất lạnh lùng và thích giết người. Là một chiến binh cứng rắn và hiệu quả. Sau khi bị Lucy phế 1 tay và được cấy một cánh tay giả, Bando trốn nhiệm vụ để trả thù Lucy. Anh ta có hai hay nhiều hơn loại súng Desert Eagle. Trong truyện thì anh ta có một loại vũ khí như là RPG. Mấy cây súng này mạnh mẽ tới nỗi ngay cả vectors cũng không thể chặn lại. Tuy nhiên nếu bắn từ xa thì mấy viên đạn có thể bị đẩy ngược lại nhưng nếu tầm gần thì ngay cả Lucy cũng không thể chống lại. Bando bị dẫn dắt bởi ý chí chiến đấu để chứng minh khả năng ưu việt của mình trong chiến đấu, chưa kể là sự trả thù Lucy cho các vết thương mà Bando phải chịu đựng. Lúc cuối của bộ phim, Bando lại bị Lucy làm tàn phế một lần nữa. Trong truyện thì vai trò của Bando được mở rộng một chút và cũng có mặt tốt khi cứu Kurama.

#### Arakawa
Arakawa (荒川)
Lồng tiếng: Ishihara Eriko (tiếng Nhật)

### Diclonius

#### Lucy
Lucy (ルーシー Rūshī)
Một cô gái diclonius vị thành niên khoảng 18 tuổi, Lucy có bốn cái vectors với độ dài giới hạn ở 2 mét. Tuy nhiên trong khoảng cách ấy cô ta có thể giết người trong nháy mắt, và có thể dùng những đồ vật xung quanh với tốc độ phóng cao để giết người ở những khoảng cách xa hơn. Lucy cũng có khả năng chặn và làm lệch hướng hầu hết các loại đạn khi mà cô ta tập trung. Lucy ghét loài người vì cái cách mà cô bị đối xử khi còn bé. Cô cho rằng những ai không phải là diclonii thì không phải là người. Lucy căm ghét con người vì họ đã ngược đãi cô khi cô còn nhỏ. Lucy là người thiếu sự thấu cảm, giết người mà không lo lắng, e sợ và hành động rất thú tính. Mối hận thù của Lucy với con người dần tan biến khi cô sống với Kohta. Bất chấp thiếu quan tâm với loài người, Lucy không bao giờ tổn hại đến Kohta và tránh giết người hầu hết trước mặt Kohta.
Nyū (にゅう) (nhân cách thứ hai của Lucy)
Là một nhân cách khác của Lucy, xuất hiện sau khi Lucy trốn ra khỏi cái phòng thí nghiệm và bị bắn bể cái mặt nạ sắt bọc quanh đầu bằng đạn 50 BMG. Nyu quên tất cả về nòi giống, ngôn ngữ, cách điều khiển vectors của mình. Nyu có tính cách ngây thơ như trẻ con và kiến thức rất ít về thế giới, thiếu kĩ năng ngôn ngữ, chỉ có thể nói được "Nyu" và "Kohta" hầu hết thời gian. Nyu ngây thơ, vô tội và không có khả năng gây ra những hành động bạo lực, tôn lên một Lucy lạnh lùng và tàn bạo; Nyuu là phần tốt. Khi Nyuu bị tấn công thô bạo (hoặc bị đánh vào đầu) thì sẽ biến lại thành Lucy; tương tự khi Lucy được đối xử bằng tình thương và sự tử tế hay là muốn giấu bản thân trước Kohta, thì biến ngược lại thành Nyuu.
Lồng tiếng: Kobayashi Sanae (tiếng Nhật)

### Silpelits (diclonius các thế hệ sau)

#### Nana
Cũng được biết đến với con số 7, là một Silpelit trẻ bề ngoài khoảng 12-14 tuổi (vì Silpelit già nhanh nên thật ra cô ta chỉ khoảng 6 tuổi). Tên cô ta là Nana-tiếng Nhật nghĩa là số 7, là con số của cô trong cuộc nghiên cứu (Nana cũng là một tên nữ bình thường ở Nhật). Hầu hết trẻ con diclonius đều nhanh chóng bị giết chết nhưng Nana là một trong số được chừa ra để làm vật thí nghiệm. Kurama xem Nana như con gái và rất quan tâm đến Nana. Trong một nỗ lực bắt lại Lucy, Kurama gửi cô ta ra để tìm Lucy (vì những diclonii có thể cảm nhận nhau) và rút lui cho đến khi Kurama đến cùng với binh sĩ. Nhưng vì muốn gây ấn tượng với Kurama nên Nana cố gắng bắt Lucy bằng chính sức mình. Lucy và Nana đụng nhau trong một trận đánh và kết quả là Nana bị đứt tay chân. Kurama đích thân tới cứu Nana và cũng bất tuân lệnh của tổng giám đốc Kakuzawa. Thay vì giết Nana thì Kurama lắp cho Nana những bộ phận giả và giải thoát cô và cho cô nhiều tiền. Không như các diclonius, do được Kurama đối xử tử tế nên Nana không tàn bạo. Cô cũng có khả năng vô hiệu hóa các vectors của các diclonius bằng cách dùng vector mình xuyên qua tuyến yên. Mặc dầu vector của mình dài hơn Lucy, nhưng do thua kém xa về sức mạnh so với Lucy (Lucy có thể nâng và ném nhiều vật nặng hơn Nana) và bản chất thấu cảm cho người khác không cho phép cô chiến đấu quyết liệt và kết quả là Nana bị mất cả tay lẫn chân. Với khả năng vector của mình mà lúc sau cô có thể điều khiển các bộ phận giả và thậm chí có thể ném chúng như là cú đấm tên lửa.
Nana có thể được xem là hoàn toàn đối lập với Lucy. Trong khi bản chất mặc định của Lucy là lạng lùng độc ác thì Nana rất thân thiện và tốt bụng; nhân cách khác của Lucy là Nyuu cũng giống như bản chất mặc định Nana trong khi Nana cũng đôi lúc trở nên lạnh lùng như bản chất mặc định của Lucy. Nana ở giữa 2 tính cách trong Lucy: không chín chắn như Lucy nhưng chín chắn hơn Nyuu.

### Mariko Kurama (蔵間マリコ, Kurama Mariko)
Lồng tiếng: Tomoko Kawakami (Nhật)
Cũng được biết đến với số 35, là một cô gái trẻ và là Silpelit thế hệ thứ ba duy nhất sống sót., và là con gái 5 tuổi của Kurama. Trong cuộc đào thoát của số 3 (thật ra là chị của Nana), Kurama đã bị nhiễm bởi vectors của số 3 và do đó mang theo virus diclonius, và đứa con gái sinh ra là một silpelit. Trong hoạt hình thì Mariko sở hữu tận 26 vectors (và trong truyện thì tới 50 vectors), mỗi cái với độ dài khoảng 11 mét (số lượng và độ dài thì nhiều hơn trong truyện). Mariko bị giam cầm từ khi còn bé và lớn lên trong một cái thùng sắt và sự tiếp xúc với con người không gì hơn là nhà nghiên cứu qua micro với vai trò như là mẹ. Cơ thể của Mariko rất suy yếu có thể nhìn thấy hình dáng của tay chân và phải di chuyển bằng xe lăn.
Bất chấp môi trường lớn lên, Mariko được phát triển tâm lý rất tốt. Mariko rất thích giết người và vô cùng tàn bạo, thích thú cảnh tra tấn và phanh thây nạn nhân. Tuy nhiên, tính cách thì thật ra không phải ác quỷ mà chỉ đơn giản là đang có niềm vui, cũng như con nít lấy niềm vui từ đồ chơi vậy.
Để có thể điều khiển được Mariko, nhóm nghiên cứu đã bí mật cài vào cơ thể của Mariko ít nhất là 2 quả bom (có thể là nhiều hơn) từ lúc còn bé; một cái đã làm mất cánh tay Mariko ngay khi cô tấn công đám nghiên cứu. Kurama sau đó yêu cầu các quả bom còn lại phải được kích hoạt ngay khi anh ta bế Mariko bỏ đi, giết Mariko và bản thân mình.
Nhờ sở hữu tới 26 vectors với chiều dài rộng hơn Lucy, Mariko có vẻ mạnh mẽ hơn Lucy. Và Marico có thể xé đứt cái sừng của Lucy, để lại Lucy bất tỉnh với đôi mắt trắng dã sau cuộc chiến.
Trong truyện Mariko và Kurama vẫn còn lại tình cảm cho nhau và Mariko tìm cách giết Lucy (người trông như là sắp giết Kurama mặc dầu không rõ là Lucy muốn làm gì lúc đó) bằng cách dùng chính quả bom trong người mình như là một đòn tự sát. Tuy nhiên Mariko chỉ có thể phá hủy được hai cái sừng của Lucy và biến Lucy trở lại thành Nyu. Nhưng dù sao thì Kurama vẫn bị xúc động mạnh vì cái chết của Mariko.

## Các nhân vật khác

### Kisaragi
Kisaragi (如月)
Lồng tiếng: Yamamoto Maria (tiếng Nhật)

### Cha Kohta
Một Nhân Vật Phụ Đã Bị Lucy Giết Khi Trên Tàu Hỏa Cùng Với Người Em Của Tohka Làm Cho Cậu Rất Sốc

### Tomoo
Tomoo (トモオ)
Cậu bé sống cùng Lucy lúc nhỏ
Lồng tiếng bởi: Takagi Reiko (Tiếng Nhật)

### Người không rõ lai lịch
Chỉ xuất hiện trong manga, dừng như ông ta biết nhiều điều về Diclonius.

### Saito
Saito (斎藤)
Lồng tiếng: Allison Sumrall

### Takada Aiko
Takada Aiko (高田 愛子)
Lồng tiếng: Yamamoto Maria

### Isobe
Isobe (磯部)
Lồng tiếng: Kinoshita Naoki (tiếng Nhật)

### Shirakawa
Shirakawa (白河)
Lồng tiếng: Nabatame Hitomi (tiếng Nhật)